# Курьер ЮНЕСКО
«Курьер ЮНЕСКО» — ежеквартальный журнал, издаваемый ЮНЕСКО с 1948 года на нескольких языках. Журнал призван отстаивать идеалы ЮНЕСКО путём обмена идеями на темы международного значения, связанные с образованием, наукой и культурой. Каждый номер посвящён одной из приоритетных задач ЮНЕСКО.

## История
«Курьер ЮНЕСКО» был основан в 1947 году, два года спустя после появления самой организации. Первый номер журнала вышел в 1948 году. На русском языке выходил с 1957 года, периодичностью 11 номеров в год (один номер сдвоенный). В начале 1980-х годов выходил на 26 языках.
В марте 2006 года у «Курьера ЮНЕСКО» появилась онлайн-версия на шести официальных языках организации (английском, французском, испанском, арабском, русском и китайском). В 2012-2017 гг. выпуск журнала был приостановлен. В настоящее время журнал выходит раз в три месяца. Кроме шести основных языков, выходит также на португальском, эсперанто и сардинском. С октября 2018 года Cademia Siciliana выпускает версию журнала на сицилийском языке. В 1990-2002 годах издавалась украинская версия журнала.
Ограниченным тиражом издаётся бумажная версия. Имеется бесплатная подписка на электронную версию журнала и платная подписка на бумажную версию.
Журнал издается по принципу свободного доступа в рамках лицензии Attribution-ShareAlike 3.0 IGO (CC-BY-SA 3.0 IGO). Лицензия распространяется исключительно на текст публикации, но не на иллюстрации.